# Don Chaffey
Donald Chaffey (Hastings, 5 agosto 1917 – Isola di Kawau, 13 novembre 1990) è stato un regista, sceneggiatore e produttore cinematografico britannico.

## Biografia
Don Chaffey iniziò la carriera artistica nel 1947 con l'attività di direttore artistico e nel 1953 passò alla regia. Nel 1973 il suo film Charley fu presentato al 24º Festival internazionale del cinema di Berlino.
È noto prevalentemente per i suoi film di fantasia, che comprendono Gli Argonauti (1963),  Le tre vite della gatta Tomasina  (1964), Un milione di anni fa (1966), La regina dei vichinghi (1967), La lotta del sesso 6 milioni di anni fa  (1970), Elliot, il drago invisibile (1977) e C.H.O.M.P.S (1979), suo ultimo film.
Contemporaneamente Chaffey diresse numerosi episodi di serie televisive per la televisione inglese, tra le quali: Il prigioniero,  Gioco pericoloso e Agente speciale.
Dagli anni ottanta alla morte lavorò esclusivamente per serie televisive statunitensi, tra le quali Fantasilandia, Stingray, MacGyver, T.J. Hooker, Matt Houston e Charlie's Angels.
Nel corso della sua carriera Chaffey diresse interpreti di grande fama, tra i quali Richard Attenborough in Tre minuti di tempo (1958) e Danger Within (1959), Anthony Steel in A Question of Adultery (1959), John Cassavetes in The Webster Boy (1961), Stewart Granger e Robert Ryan in New York Press operazione dollari (1965), Lana Turner in La strana signora della grande casa (1975), Shelley Winters in Elliot, il drago invisibile (1977), James Stewart in La più bella avventura di Lassie (1978). 
Morì all'età di 73 anni per un attacco cardiaco.

## Filmografia parziale

### Cinema
- The Case of the Missing Scene (1951)
- Skid Kids (1953)
- Strange Stories, co-regia di John Guillermin (1953)
- Time Is My Enemy (1954)
- The Secret Tent (1956)
- The Girl in the Picture (1957)
- Le schiave della metropoli (The Flesh Is Weak) (1957)
- A Question of Adultery (1958)
- Tre minuti di tempo (The Man Upstairs) (1958)
- Danger Within (1959)
- Dentist in the Chair (1960)
- Lies My Father Told Me (1960)
- Nearly a Nasty Accident (1961)
- Il mistero del signor Cooper (A Matter of WHO) (1961)
- Bobby il cucciolo di Edimburgo (Greyfriars Bobby) (1961)
- The Webster Boy (1962)
- Gli Argonauti (Jason and the Argonauts) (1963)
- A Jolly Bad Fellow (1964)
- Le tre vite della gatta Tomasina (The Three Lives of Thomasina) (1964)
- New York Press operazione dollari (The Crooked Road) (1965)
- Un milione di anni fa (One Million Years B.C.) (1966)
- La regina dei vichinghi (The Viking Queen) (1967)
- Vortice di sabbia (A Twist of Sand) (1968)
- La lotta del sesso 6 milioni di anni fa  (Creatures the World Forgot) (1971),
- Massaggiami dolce... massaggiami piano (Clinic Exclusive) (1971)
- Charley (Charley One-Eye) (1973)
- La strana signora della grande casa (Persecution) (1974)
- A cavallo di un pony selvaggio (Ride a Wild Pony) (1975)
- The Fourth Wish (1976)
- Elliot, il drago invisibile (Pete's Dragon) (1977)
- Shimmering Light (1977)
- La più bella avventura di Lassie (The Magic of Lassie) (1978)
- C.H.O.M.P.S. (1979)

### Televisione
- The Adventures of a Big Man – serie TV, 2 episodi (1956)
- Lillie Palmer Theater – serie TV, 16 episodi (1955-1956)
- Assignment Foreign Legion – serie TV, 7 episodi (1956-1957)
- Le avventure di Charlie Chan  (The Adventures of Charlie Chan) – serie TV, 13 episodi (1957-1958)
- Robin Hood – serie TV, 7 episodi (1957-1958)
- The Four Just Men – serie TV, 13 episodi (1959-1960)
- Gioco pericoloso (Danger Man) – serie TV, 14 episodi (1964-1966)
- Il prigioniero (The Prisoner) – serie TV, 4 episodi (1967)
- Agente speciale (The Avengers) – serie TV, 5 episodi (1968-1969)
- Gli invincibili (The Protectors) – serie TV, 9 episodi (1972-1973)
- Disneyland – serie TV, 14 episodi (1962-1979)
- Vega$ – serie TV, 17 episodi (1978-1981)
- Charlie's Angels – serie TV, 10 episodi (1978–1981)
- Fantasilandia (Fantasy Island) – serie TV, 7 episodi (1981-1982)
- T.J. Hooker – serie TV, 6 episodi (1982–1983)
- Matt Houston – serie TV, 12 episodi (1982–1984)
- Detective per amore (Finder of Lost Loves) – serie TV, 6 episodi (1984-1985)
- MacGyver – serie TV, 2 episodi (1986–1987)
- Il ritorno di Missione Impossibile (Mission: Impossibile) – serie TV, 4 episodi (1989)